# Schenkendöbern
Schenkendöbern (Nedersorbisch:Derbno) is een gemeente in de Duitse deelstaat Brandenburg, en maakt deel uit van de Landkreis Spree-Neiße.
Schenkendöbern telt 3.543 inwoners.

## Demografie
- Ontwikkeling van de bevolking sinds 1875 binnen de huidige grenzen (blauwe lijn: Bevolking; stippellijn: Vergelijking van de ontwikkeling van de bevolking van de deelstaat Brandenburg, Grijze achtergrond: tijdens de nazi-regering, Rode achtergrond: tijdens de communistische regering)
- Recente ontwikkeling van de bevolking (blauwe lijn) en prognoses

| Jaar | Inwoners |
| ---- | -------- |
| 1875 | 4 674    |
| 1890 | 4 259    |
| 1910 | 4 286    |
| 1925 | 4 459    |
| 1939 | 4 314    |
| 1950 | 6 484    |
| 1964 | 5 225    |

| Jaar | Inwoners |
| ---- | -------- |
| 1971 | 4 791    |
| 1981 | 4 170    |
| 1985 | 4 037    |
| 1990 | 3 904    |
| 1995 | 4 120    |
| 2000 | 4 545    |
| 2005 | 4 264    |

| Jaar | Inwoners |
| ---- | -------- |
| 2010 | 3 942    |
| 2015 | 3 662    |
| 2016 | 3 613    |
| 2017 | 3 613    |
| 2018 | 3 599    |
| 2019 | 3 572    |
| 2020 | 3 543    |

Gegevensbronnen worden beschreven in de Wikimedia Commons..